# Uloma picicornis
Uloma picicornis – gatunek chrząszcza z rodziny czarnuchowatych i podrodziny Tenebrioninae.
Gatunek ten opisał po raz pierwszy Léon M.H. Fairmaire w 1882 roku. Jako lokalizację typową wskazano Sumatrę.
Chrząszcz o ciele długości od 6,3 do 7,5 mm. Ubarwienie jest brązowe. Na grzbietowej powierzchni głowy ani w budowie czułków nie występują cechy dymorfizmu płciowego. Warga dolna u samca cechuje się języczkiem z kilkoma rozproszonymi szczecinkami oraz bródką o wyraźnych i niepołączonych wgłębieniach nasadowo-bocznych i słabo zaznaczonym wcisku pośrodkowym, nagą lub porośniętą kilkoma rozproszonymi szczecinkami. Przedplecze u samca ma na przedzie wyraźne wgłębienie pośrodkowe, tylną krawędź nieobrzeżoną, a punktowanie tylko po bokach trochę mocniejsze, bez mikropunktowania między punktami. Pokrywy mają rzędy z punktami nieco szerszymi niż odcinki rowków między nimi, a międzyrzędy słabo wysklepione. Odnóża przedniej pary u samca mają kąty pośrodkowo-odsiebne goleni pozbawione palcowatej wypustki. Odwłok ma ostatni z widocznych sternitów pozbawiony obrzeżenia. Edeagus charakteryzuje się krótszymi niż u U. reideli paramerami.
Owad orientalny, znany z malezyjskich stanów Sabah i Sarawak oraz z indonezyjskich Acehu, Sumatry Północnej i Sumatry Zachodniej.